# Буранинское городище
Развалины этого городища находятся в 12 км к юго-западу от киргизского города Токмака на левом берегу реки Чу.
Существуют предположения, что этот ареал ничто иное, как остатки древнего городища Баласагун — столицы каганата Караханидов.
Наличие памятника Башня Бурана, двух рядов оборонительных стен, остатков сооружений, фрагментов водопроводных труб, а также богатство найденной здесь утвари и изделий декоративного искусства свидетельствуют о том, что это поселение принадлежало к числу значительных политических центров караханидского государства, существовавшего с середины X до начала XIII века.